# Гусиная (река, впадает в Восточно-Сибирское море)
Гусиная — река в Аллаиховском улусе Якутии (Россия). Длина реки — 278 км, площадь водосборного бассейна составляет 5980 км².
Начинается на юго-восточном берегу озера Эмпе-Талалах, расположенного на высоте 26 метров над уровнем моря. От истока течёт на юго-восток по частично заболоченной тундре до впадения Малой Гусиной, после чего поворачивает на восток. Сильно меандрирует, долина реки занята болотами и озёрами. В низовьях делится на несколько проток. В приустьевой части ширина реки составляет 180 метров, глубина — 5 метров. Впадает в губу Гусиную, относящуюся к акватории Восточно-Сибирского моря.
Населённых пунктов на реке нет, в нижнем течении имеется несколько охотничьих заимок.

## Притоки
Объекты перечислены по порядку от устья к истоку.
- 34 км: Старая Виска[2] (пр)
- 85 км: Чайхана[2] (пр)
- 146 км: Будуная-Сяне[5] (пр)
- 164 км: Кюельлях-Сала[5] (лв)
- 166 км: Муксуновка[5] (пр)
- 175 км: Корытная[5] (лв)
- 220 км: Кюлюмер-Сяне[5] (пр)
- 242 км: Малая Гусиная[5] (пр)

## Данные водного реестра
По данным государственного водного реестра России относится к Ленскому бассейновому округу, речной бассейн — Индигирка, водохозяйственный участок — реки бассейна Восточно-Сибирского моря от мыса Святой Нос на западе до границы бассейна реки Индигирки на востоке.
Код объекта в государственном водном реестре — 18050000512117700035079.